# Comissão do Mercado de Valores Mobiliários
La Comissão do Mercado de Valores Mobiliários, también conocido por sus iniciales CMVM, fue fundada en abril de 1991 como encargada de la supervisión y la regulación de los mercados de títulos valores y otros instrumentos financieros (tradicionalmente conocidos como mercados de valores), así como la actividad de todos aquellos que operan en estos mercados. 
La CMVM regula el funcionamiento de los mercados de valores, ofertas públicas, los movimientos de todos los operadores del mercado y, en general, todas las cuestiones relativas a esta área de actividad. Es un miembro de la Organización Internacional de Comisiones de Valores (IOSCO) y la Autoridad Europea de Valores y Mercados (ESMA) y participa activamente en ambas organizaciones y sus grupos de trabajo. Reúnen a la banca, valores y seguros sectores en todo el mundo y en Europa , respectivamente.
La CMVM es una institución pública independiente, con autonomía administrativa y financiera. La CMVM se financia mediante tasas de supervisión que se cobran por los servicios y no a cargo de presupuestos Generales del Estado. Realiza un papel similar al de la Securities and Exchange Commission de Estados Unidos o la Comisión Nacional del Mercado de Valores de España.